# Pierre Legrain
Pierre-Émile Legrain (Levallois-Perret, 2 de octubre de 1889-17 de julio de 1929) fue un escultor, ilustrador, ebanista, decorador de interiores y encuadernador francés, exponente del estilo art déco. 

## Biografía
Estudió en la École des Arts Appliqués Germain Pilon y, posteriormente, trabajó para Paul Iribe (1908-1914). Desde 1917 se dedicó al diseño de encuadernaciones para Jacques Doucet, quien en 1925 le nombró director de decoración de su estudio. En los años 1920 se dedicó sobre todo al diseño de mobiliario, caracterizado por el uso de materiales lujosos y una decoración de tipo geométrico. Muchas de sus obras denotan una cierta influencia del arte africano.